# Pierre Baste

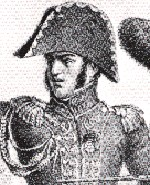
Pierre Baste

Pierre Baste (* 21. November 1768 in Bordeaux; † 29. Januar 1814 in Brienne-le-Château) war ein französischer Général de brigade der Infanterie und Contre-amiral der französischen Marine.

## Leben und Wirken
Baste war der Sohn eines Holzhändlers und wuchs – nach einem Bonmot – „im Wald und auf der Werft“ auf. Mit zwölf Jahren wurde Baste 1780 Schiffsjunge auf der Pactole und blieb dort einige Zeit. 1782 kehrte er wieder nach Bordeaux zurück und war für einige Jahre auf Halbsold. Zwischen 1787 und 1792 hatte Baste immer wieder befristete Engagements auf verschiedenen Schiffen. Als er 1802 von Christophe de la Poix von Napoleon Bonapartes Strafexpedition nach Saint-Domingue (Hispaniola) hörte, meldete er sich sofort freiwillig bei Charles Victor Emmanuel Leclerc.
Pierre Baste wurde in der Schlacht bei Brienne (29. Januar 1814) getötet und fand auf dem Friedhof von Brienne-le-Chateau auch seine letzte Ruhestätte.

## Ehrungen
- 28. Februar 1810 Kommandant der Ehrenlegion
- 25. März 1810 Comte d’Émpire
- Sein Name findet sich am westlichen Pfeiler (38. Spalte) des Triumphbogens am Place Charles de Gaulle (Paris)
- Die Rue Baste im 19. Arrondissement (Paris) wurde ihm zu Ehren benannt.
- Die Rue Baste in Bordeaux wurde ihm zu Ehren benannt